# Ferdinand Debès
Pour les articles homonymes, voir Debès.
Ferdinand Debès est un homme politique français né le 12 novembre 1786 à Villeneuve-lès-Béziers (Hérault) et décédé le 7 décembre 1875 à Béziers (Hérault).

## Biographie
Négociant à Béziers, conseiller général, il est député de l'Hérault de 1839 à 1848, siégeant au centre, dans la majorité soutenant la Monarchie de Juillet. Il est de nouveau député de 1849 à 1851, siégeant à droite.

## Sources
- « Ferdinand Debès », dans Adolphe Robert et Gaston Cougny, Dictionnaire des parlementaires français, Edgar Bourloton, 1889-1891 [détail de l’édition]